# Kangersuatsiaq
Kangersuatsiaq, Kangerssuatsiaq (duń. Prøven) – miejscowość położona na nienazwanej wyspie Archipelagu Upernavik w zachodniej Grenlandii, w gminie Avannaata. W Kangersuatsiaq znajduje się heliport będący środkiem komunikacji z innymi miejscowościami na Grenlandii.
Według danych oficjalnych liczba mieszkańców w 2011 roku wynosiła 188 osób.